# Tachygyna
Tachygyna is een geslacht van spinnen uit de familie hangmatspinnen (Linyphiidae).

## Soorten
De volgende soorten zijn bij het geslacht ingedeeld:
- Tachygyna alia Millidge, 1984
- Tachygyna cognata Millidge, 1984
- Tachygyna coosi Millidge, 1984
- Tachygyna delecta Chamberlin & Ivie, 1939
- Tachygyna exilis Millidge, 1984
- Tachygyna gargopa (Crosby & Bishop, 1929)
- Tachygyna haydeni Chamberlin & Ivie, 1939
- Tachygyna pallida Chamberlin & Ivie, 1939
- Tachygyna proba Millidge, 1984
- Tachygyna sonoma Millidge, 1984
- Tachygyna speciosa Millidge, 1984
- Tachygyna tuoba (Chamberlin & Ivie, 1933)
- Tachygyna ursina (Bishop & Crosby, 1938)
- Tachygyna vancouverana Chamberlin & Ivie, 1939
- Tachygyna watona Chamberlin, 1949